# Оглала-Лакота (округ, Південна Дакота)
43°20′ пн. ш. 102°33′ зх. д. / 43.33° пн. ш. 102.55° зх. д.
Округ Оглала-Лакота (англ. Oglala Lakota County) — округ (графство) у штаті  Південна Дакота, США. Ідентифікатор округу 46113. До 2015 року — округ Шеннон (англ. Shannon County).

## Історія
Округ утворений 1875 року.

## Демографія
За даними перепису 2000 року загальне населення округу становило 12466 осіб, зокрема міського населення було 3005, а сільського — 9461. Серед мешканців округу чоловіків було 6220, а жінок — 6246. В окрузі було 2785 домогосподарств, 2354 родин, які мешкали в 3123 будинках. Середній розмір родини становив 4,72.
Віковий розподіл населення поданий у таблиці:
| Стать    | До 15 років | 15-21 | 22-29 | 30-39 | 40-49 | 50-65 | 65-85 | Понад 85 |
| -------- | ----------- | ----- | ----- | ----- | ----- | ----- | ----- | -------- |
| Чоловіки | 2388        | 910   | 645   | 815   | 648   | 549   | 257   | 8        |
| Жінки    | 2305        | 886   | 698   | 800   | 645   | 583   | 302   | 27       |

## Суміжні округи
- Пеннінґтон — північ
- Джексон — північний схід
- Беннетт — схід
- Шерідан, Небраска — південь
- Доз, Небраска — південний захід
- Фолл-Ривер — захід
- Кастер — північний захід

## Виноски
1. ↑  US Decennial Census. US Census Bureau. Архів оригіналу за 26 квітня 2015. Процитовано 28 березня 2015.
2. ↑  Historical Census Browser. University of Virginia Library. Архів оригіналу за 11 серпня 2012. Процитовано 28 березня 2015.
3. ↑  Forstall, Richard L., ред. (27 березня 1995). Population of Counties by Decennial Census: 1900 to 1990. US Census Bureau. Процитовано 28 березня 2015.
4. ↑  Census 2000 PHC-T-4. Ranking Tables for Counties: 1990 and 2000 (PDF). US Census Bureau. 2 квітня 2001. Процитовано 28 березня 2015.
5. ↑  State & County QuickFacts. Бюро перепису населення США. Архів оригіналу за 7 червня 2011. Процитовано 28 листопада 2013.(англ.) Наведено за англійською вікіпедією.
6. ↑  American FactFinder. Бюро перепису населення США. Архів оригіналу за 26 лютого 2012. Процитовано 31 січня 2008.

| США | Це незавершена стаття з географії США. Ви можете допомогти проєкту, виправивши або дописавши її. |